# یلوه سیاه آفریقایی
یلوه سیاه آفریقایی (نام علمی: Zapornia flavirostra) یک پرنده آبی از خانواده یلوگان به نام Rallidae است. در بیشتر مناطق جنوب صحرای آفریقا به جز در مناطق بسیار خشک زادآوری می‌کند. در مناطقی از محدوده خود که در معرض خشکسالی هستند، جابجایی فصلی انجام می‌دهد. هیچ زیرگونه‌ای توصیف نشده است. به نظر می‌رسد که کهن‌ترین نام موجود برای این گونه در واقع Rallus niger JF Gmelin، ۱۷۸۸ است، اما Swainson معتقد بود که نام پیشین غیرقابل شناسایی است و نام او از آن زمان به خوبی در ادبیات گنجانده شده است.
این گونه روی اسب‌های آبی و زگیل‌داران نشسته و انگل‌ها را از بین می‌برد.